# Jonathan Augustinsson
Jonathan Augustinsson (sinh ngày 30 tháng 3 năm 1996) là một cầu thủ bóng đá người Thụy Điển thi đấu cho Djurgårdens IF ở vị trí hậu vệ.

## Đời sống cá nhân
Jonathan là em trai của hậu vệ Werder Bremen Ludwig Augustinsson. Như người anh trai, Jonathan cũng là một hậu vệ trái.

## Danh hiệu

### Câu lạc bộ
Djurgårdens IF
- Cúp bóng đá Thụy Điển: 2017–18